# شعله‌ها (ترانه ماد سان)
«شعله‌ها» (انگلیسی: Flames) ترانه‌ای از خواننده آمریکایی ماد سان با همراهی خواننده-ترانه‌پرداز کانادایی آوریل لوین است. این ترانه در ۸ ژانویه ۲۰۲۱ توسط بیگ نویز به عنوان سومین تک‌آهنگ از چهارمین آلبوم استودیویی ماد سان منتشر شد. این ترانه را ماد سان، لوین و جان فلدمن نوشته‌اند و توسط دو نفر آخری تهیه شده‌است.